# Sastra apicicornis
Sastra apicicornis es una especie de insecto coleóptero de la familia Chrysomelidae. Fue descrita científicamente en 1899 por Jacoby.